# 821
سنة 821 م كانت سنة بسيطة تبدأ يوم الثلاثاء (الرابط يظهر نموذج التقويم الكامل للسنة) من التقويم اليولياني. بدأت تسمية السنة ب821 منذ العصور الوسطى المبكرة، عندما أصبح تقويم أنو دوميني هو الأسلوب السائد في أوروبا لتسمية السنوات.

## مواليد
- الطبراني
- مسلم بن الحجاج
- سعيد بن أحمد الباهلي من الثوار على الخليفة أحمد المعتمد على الله العباسي.

## وفيات
- يزيد بن هارون
- حجاج بن محمد
- محمد بن جعفر المدائني